# FreeBASIC
FreeBASIC é um compilador BASIC distribuído como software livre através da licença (GPL). O compilador foi desenvolvido para ser sintaticamente similar ao QuickBASIC, sem deixar de suportar novos recursos como ponteiros, tipos de dados não sinalizados, inline-assembly, um pré-processador, namespaces, métodos em tipos de dados definidos pelo usuário (TYPE's), entre outros.
Ele compila para DOS, Microsoft Windows e Linux, e está sendo portado para outras plataformas.
No momento, bibliotecas como GTK+, GSL, SDL, Allegro, Lua e OpenGL podem ser usadas diretamente, isto é, sem bibliotecas de auxílio, só com os cabeçalhos originais em "C" traduzidos. O suporte às novas bibliotecas é aumentado a cada nova versão lançada. Também inclui um conjunto completo dos cabeçalhos da API do Windows.

## Recursos
O compilador, e suas mais de 90.000 linhas de código, é, e continua sendo, auto-compilado - FreeBASIC é totalmente escrito em FreeBASIC.